# AirTag
AirTag – niewielkie urządzenie śledzące opracowane przez firmę Apple, które pomaga użytkownikom w lokalizowaniu i odzyskiwaniu zagubionych przedmiotów osobistych, takich jak klucze, portfele czy bagaże. AirTag działa w ekosystemie Apple i jest zintegrowany z aplikacją „Lokalizator” (Find My) na urządzeniach z systemem iOS i iPadOS.

## Wygląd i budowa
AirTag ma kompaktowy, okrągły kształt z białą powierzchnią i metalowym spodem. Jego średnica wynosi 31,9 mm, a grubość to 8,0 mm. Urządzenie jest odporne na kurz i zachlapania zgodnie z normą IP67.

## Historia i wprowadzenie na rynek
Pierwsze informacje o planach Apple dotyczących urządzeń śledzących pojawiły się w 2019 roku. Oficjalnie AirTag został zaprezentowany 20 kwietnia 2021 roku, a sprzedaż rozpoczęła się 30 kwietnia 2021 roku. Urządzenie szybko zyskało popularność wśród użytkowników ekosystemu Apple, oferując prosty sposób na śledzenie i odnajdywanie przedmiotów.

## Funkcje i możliwości

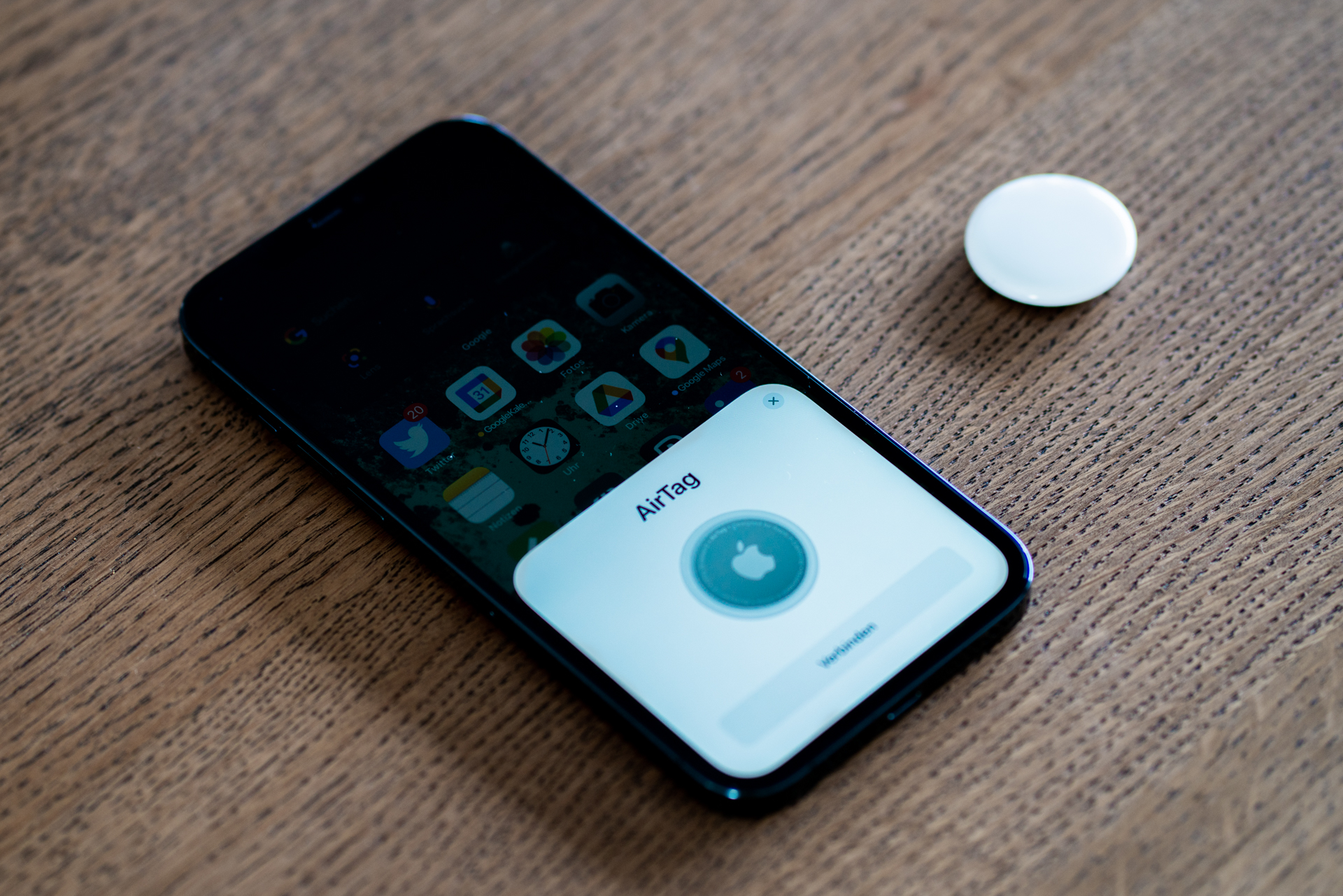
Apple AirTag w trakcie konfiguracji z iPhonem.

AirTag jest parowany z iPhonem za pomocą technologii Bluetooth oraz aplikacji „Lokalizator”. Proces konfiguracji odbywa się za pomocą prostego interfejsu – wystarczy zbliżyć urządzenie do iPhone'a, aby rozpocząć łączenie.
- Lokalizowanie przedmiotów: AirTag można przypisać do dowolnego przedmiotu i śledzić jego położenie za pomocą aplikacji „Lokalizator”. W przypadku zgubienia użytkownik może zobaczyć ostatnią znaną lokalizację przedmiotu na mapie[13].
- Precyzyjne namierzanie: Dzięki technologii Ultra Wideband (UWB) i chipowi U1 w iPhone'ach 11 i nowszych funkcja precyzyjnego namierzania wskazuje dokładną odległość i kierunek do AirTaga[14].
- Tryb utracony: Po oznaczeniu AirTaga jako utraconego, jeśli inne urządzenie Apple wykryje go w pobliżu, właściciel otrzyma powiadomienie o jego lokalizacji[15].

## Znaczenie i wpływ na rynek
AirTag, wprowadzony w 2021 roku, szybko zdobył popularność, szczególnie wśród użytkowników ekosystemu Apple. Według danych z raportu TechInsights, w pierwszym roku od premiery sprzedano ponad 10 milionów sztuk AirTaga, co uczyniło go jednym z najpopularniejszych urządzeń śledzących na rynku. Produkt zebrał pozytywne recenzje w mediach technologicznych za łatwość użytkowania, precyzję lokalizacji i integrację z siecią Find My.

## Kontrowersje i obawy
Mimo wbudowanych zabezpieczeń pojawiły się obawy dotyczące możliwości wykorzystania AirTaga do niepożądanego śledzenia osób. Apple wprowadziło aktualizacje oprogramowania, skracając czas, po którym AirTag informuje o swojej obecności. Wprowadzono także funkcję ostrzegania użytkowników iPhone’ów o nieznanych AirTagach znajdujących się w ich pobliżu.